# 谷口晴彦
谷口　晴彦（たにぐち　はるひこ、1975年〈昭和50年〉4月16日 - ）は、WDBココ株式会社の代表取締役社長。

## 経歴
- 1975年4月  岡山県生まれ
- 1999年3月　立命館大学経営学部卒
- 1999年3月　株式会社ワークデーターバンク（現 WDBホールディングス株式会社）入社。新規事業、営業、新規支店の立ち上げ・運営に携わる
- 2004年4月　WDBエウレカ株式会社（現 WDB株式会社エウレカ社）執行役員就任
- 2005年4月　WDB株式会社執行役員就任。エリア統括管理業務に携わる
- 2012年6月　WDB株式会社取締役就任
- 2014年6月　 WDBアイシーオー株式会社（現 WDBココ株式会社）取締役就任
- 2014年11月　WDBアイシーオー株式会社（現 WDBココ株式会社）代表取締役社長就任（現任）。